# Alexander Duncan (Politiker)
Alexander Duncan (* 1788 in Madison, Morris County, New Jersey; † 23. März 1853 in Cincinnati, Ohio) war ein US-amerikanischer Politiker der Demokratischen Partei. Von 1837 bis 1841 und von 1843 bis 1845 war er Mitglied des Repräsentantenhauses der Vereinigten Staaten für den 1. Kongressdistrikt des Bundesstaates Ohio.

## Leben
Alexander Duncan wurde in New Jersey geboren. Er studierte Medizin und war anschließend als Arzt tätig. Nachdem er nach Ohio umgezogen war und sich in Cincinnati niedergelassen hatte, war er in den Jahren 1828, 1829, 1831 und 1832 Mitglied des Repräsentantenhauses von Ohio. Direkt im Anschluss daran war er bis 1834 Mitglied im Staatssenat. 
Als Demokrat war er von 1837 bis 1841 und von 1843 bis 1845 Vertreter des 1. Distrikts von Ohio im US-Repräsentantenhaus. 1844 stellte er sich nicht mehr zur Wiederwahl. Er ging zurück nach Cincinnati und war bis zu seinem Tod wieder als Arzt tätig. 
Duncan starb 1853 in Cincinnati und wurde auf dem Laurel Cemetery beigesetzt. 